# Lista de estádios de futebol de Rondônia
Estão listados abaixo, alguns dos estádios de futebol de Rondônia, com um breve resumo de suas informações.

## Estádios dePorto Velho
| Estádio                              | Nome popular | Capacidade | Localidade              | Proprietário                  | Time                                                                      | Inauguração | Ref   |
| ------------------------------------ | ------------ | ---------- | ----------------------- | ----------------------------- | ------------------------------------------------------------------------- | ----------- | ----- |
| Estádio Aluízio Ferreira de Oliveira | Aluizão      | 7.000      | Panair                  | Governo do Estado de Rondônia | CFA, Cruzeiro, Genus, Moto, Porto Velho EC, Rondoniense, Santos e Shallon | 1957        | [ 2 ] |
| Estádio Municipal Erisvaldo Souza    | Nenenzão     | 4.000      | Distrito de Jaci-Paraná | Prefeitura de Porto Velho     | Porto Velho EC e Rondoniense                                              | 2019        | [ 3 ] |

## Estádios do interior
| Estádio                                   | Nome popular       | Capacidade | Localidade                        | Proprietário                                            | Time                                                      | Inauguração            | Ref    |
| ----------------------------------------- | ------------------ | ---------- | --------------------------------- | ------------------------------------------------------- | --------------------------------------------------------- | ---------------------- | ------ |
| Estádio Municipal Aglair Tonelli Nogueira | Aglair Tonelli     | 4.000      | Bairro do Incra, em Cacoal        | Prefeitura de Cacoal                                    | Cacoal e União Cacoalense                                 | 1 de janeiro de 1982   | [ 5 ]  |
| Estádio Arnaldo Lopes Martins             | Portal da Amazônia | 2.500      | Bairro Setor 04, em Vilhena       | Prefeitura de Vilhena                                   | Barcelona, Vilhena e Vilhenense                           |                        | [ 6 ]  |
| Estádio Eduardo Anchieta                  | Eduardão           | 3.500      | Presidente Médici                 |                                                         |                                                           |                        |        |
| Estádio Gentil Valério                    | Valerião           | 2.500      | Setor Institucional, em Ariquemes | Prefeitura de Ariquemes                                 | Ariquemes FC e Real Ariquemes                             | 26 de outubro de 1997  |        |
| Estádio Leal Chapelão                     | Chapelão           | 3.000      | Jaru                              | Prefeitura de Jaru                                      | Jaruense                                                  |                        |        |
| Estádio Luiz Alves de Ataíde              | Ataíde             | 2.000      | Pimenta Bueno                     | Prefeitura de Pimenta Bueno                             | Pimentense                                                |                        |        |
| Estádio Municipal Antônio Abreu Bianco    | Biancão            | 5.000      | Ji-Paraná                         | Governo do Estado de Rondônia e Prefeitura de Ji-Paraná | Ji-Paraná e Ulbra Ji-Paraná                               | 23 de junho de 2002    | [ 7 ]  |
| Estádio Municipal João Francisco Climaco  | Climacão           | 1.000      | Nova Mamoré                       | Prefeitura de Nova Mamoré                               | Guajará                                                   |                        | [ 8 ]  |
| Estádio Municipal João Saldanha           | João Saldanha      | 3.000      | Guajará-Mirim                     | Prefeitura de Guajará-Mirim                             | América Futebol Clube (Guajará-Mirim), Guajará e Morumbi  |                        | [ 9 ]  |
| Estádio José Ângelo Cassol                | Cassolão           | 4.000      | Rolim de Moura                    | Prefeitura de Rolim de Moura                            | Guaporé, Pinheiros, Rolim de Moura e Pimentense (em 2020) | 1 de janeiro de 1993   |        |
| Estádio Municipal José Cordeira Mata      | Padeirão           | 1.000      | Colorado do Oeste                 | Prefeitura de Colorado do Oeste                         |                                                           |                        |        |
| Estádio Municipal Luizinho Turatti        | Luizinho Turatti   | 2.000      | Espigão d'Oeste                   | Prefeitura de Espigão d'Oeste                           | Espigão                                                   | 31 de dezembro de 1969 | [ 10 ] |
| Estádio Municipal de Ouro Preto do Oeste  | Campo do Incra     | 2.000      | Ouro Preto do Oeste               | Prefeitura de Ouro Preto do Oeste                       | Ouro Preto                                                |                        |        |
| Estádio Municipal Rosalino Baldin         |                    |            | Cerejeiras                        | Prefeitura de Cerejeiras                                | Vilhena                                                   |                        | [ 11 ] |
| Estádio Pedro Lyra Pessoa                 | Vera Cruz          | 8.000      | Ji-Paraná                         | Vera Cruz (clube amador)                                | Ji-Paraná e Vila Nova                                     |                        | [ 12 ] |
| Estádio Pinheirão                         | Pinheirão          | 5.000      | Rolim de Moura                    |                                                         | Pinheiros e Rolim de Moura                                |                        |        |